# برج نوآوری باشگاه جاکی
برج نوآوری باشگاه جاکی (به انگلیسی: Jockey Club Innovation Tower) یکی از ساختمان‌های دانشگاه پلی تکنیک هنگ کنگ است که در جاده چاتهام جنوبی در منطقه هونگ هوم واقع شده‌است. این برج توسط زاها حدید طراحی شده‌است. این ساختمان اولین کار وی در هنگ کنگ بود. در ابتدا انتظار می‌رفت که ساخت‌وساز آن در پایان سال ۲۰۱۱ به پایان برسد، اما این ساخت این برج تا سال ۲۰۱۴ به طول انجامید.

## زیبایی‌شناسی
شرکت زاها حدید در مسابقه طراحی این ساختمان در سال ۲۰۰۷ برنده شد. هدف این مسابقه طراحی سازه ای بود که نماد توسعه هنگ کنگ به عنوان قطب طراحی در آسیا باشد. او و تیمش انعطاف‌پذیری را اصل راهنمای خود قرار دادند. راه حل آنها «انحلال … سکو و تایپوگرافی کلاسیک برج برای ایجاد یک ساختار جدید سیال و یکپارچه بود … ایجاد ساختمانی که ذاتاً سازمان یافته و برای بازدیدکنندگان از نقطه ورود قابل درک باشد.»
میدان‌های ورزشی اطراف ساختمان برای ایجاد منظره ای جدید در اطراف با تخریب شدند. ورودی اصلی پیاده‌رو مانند سایر ساختمانهای دانشگاه در سطح زمین قرار گرفته‌است. یک مسیر طولانی از میدان یادبود Suen Chi Sun به یک سرسرای باز، نقطه ای کانونی ایجاد می‌کند که در آن فضای ساختمان به مغازه‌ها، کافه تریا، موزه و محوطه نمایشگاه باز می‌شود.

## مکان و اندازه
این برج در نوک شمال غربی زمین دانشکده واقع شده‌است. پس از اتمام، برج حدود ۱۲٬۰۰۰ متر مربع (۱۳۰٬۰۰۰ فوت مربع) از سطح زمین را در برکرفته و توانایی پذیرش حدود ۱۸۰۰ پرسنل و دانشجو را دارد.

## استفاده‌های دانشگاهی
این برج دانشکده طراحی (SD) را در خود جای داده و از توسعه تخصص‌های آن نظیر طراحی محیطی، طراحی صنعتی، ارتباطات بصری، تبلیغات و همچنین طراحی دیجیتال پشتیبانی می‌کند.

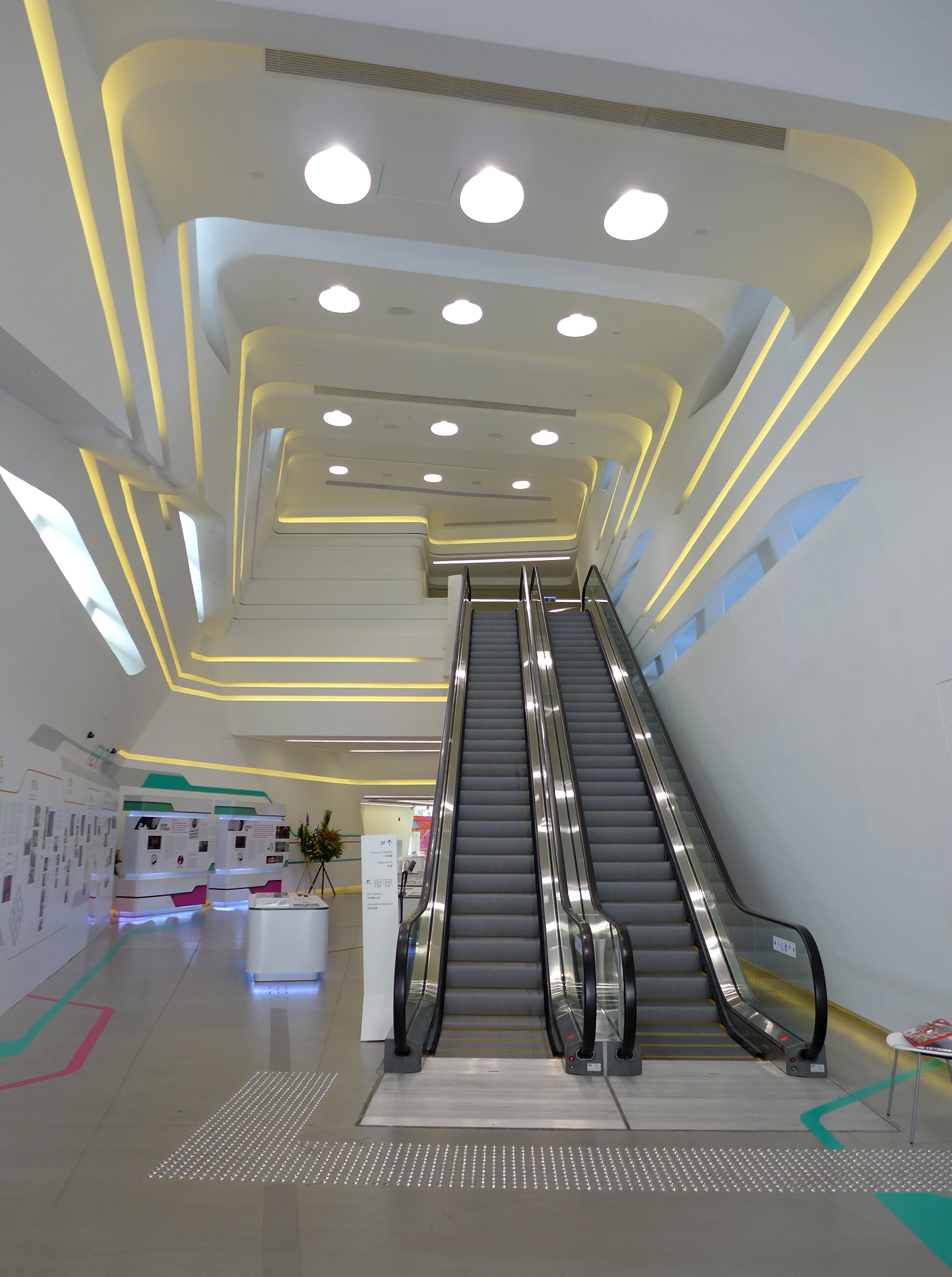
تالار ورودی
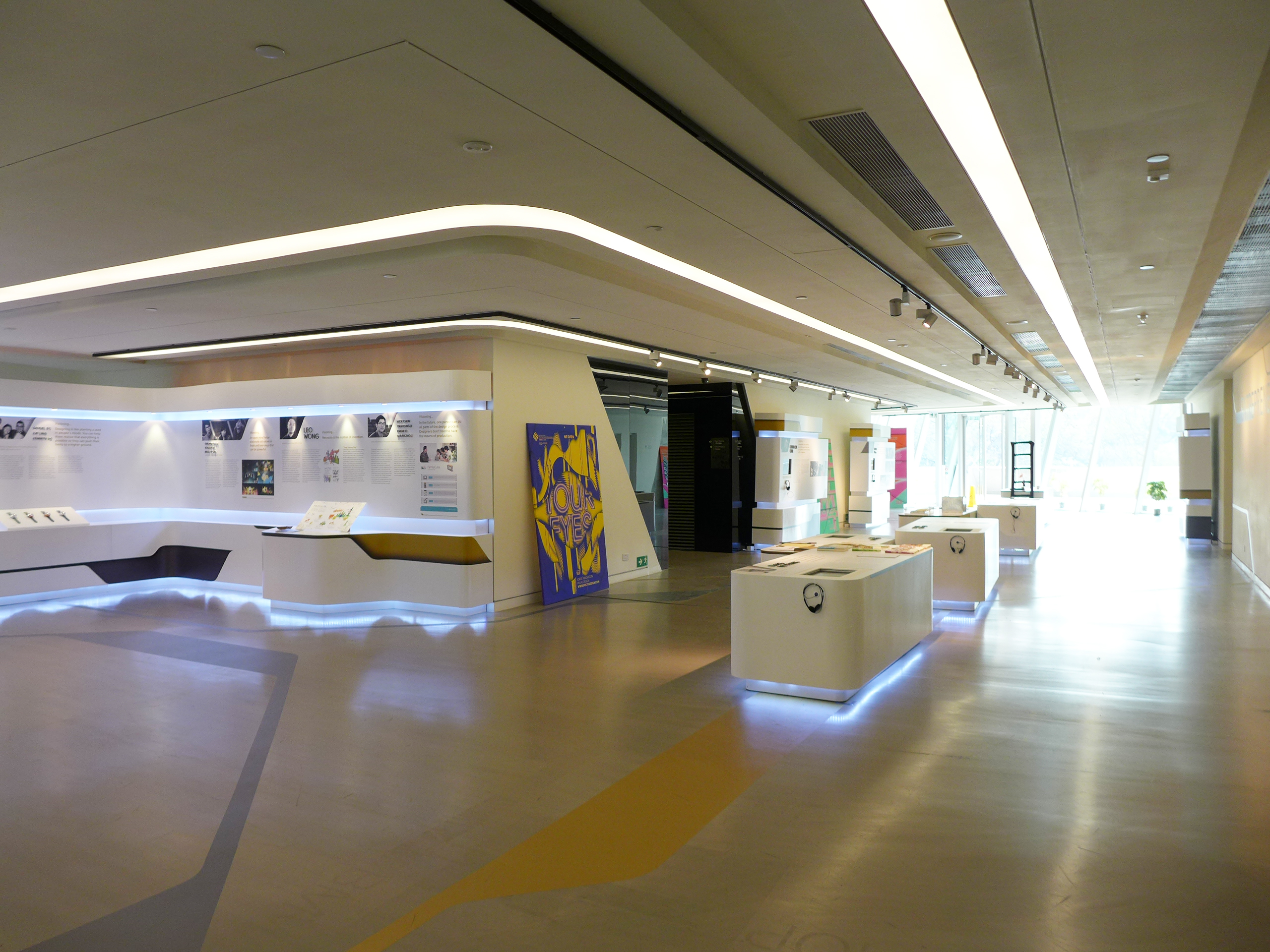
گالری نمایشگاه در طبقه همکف
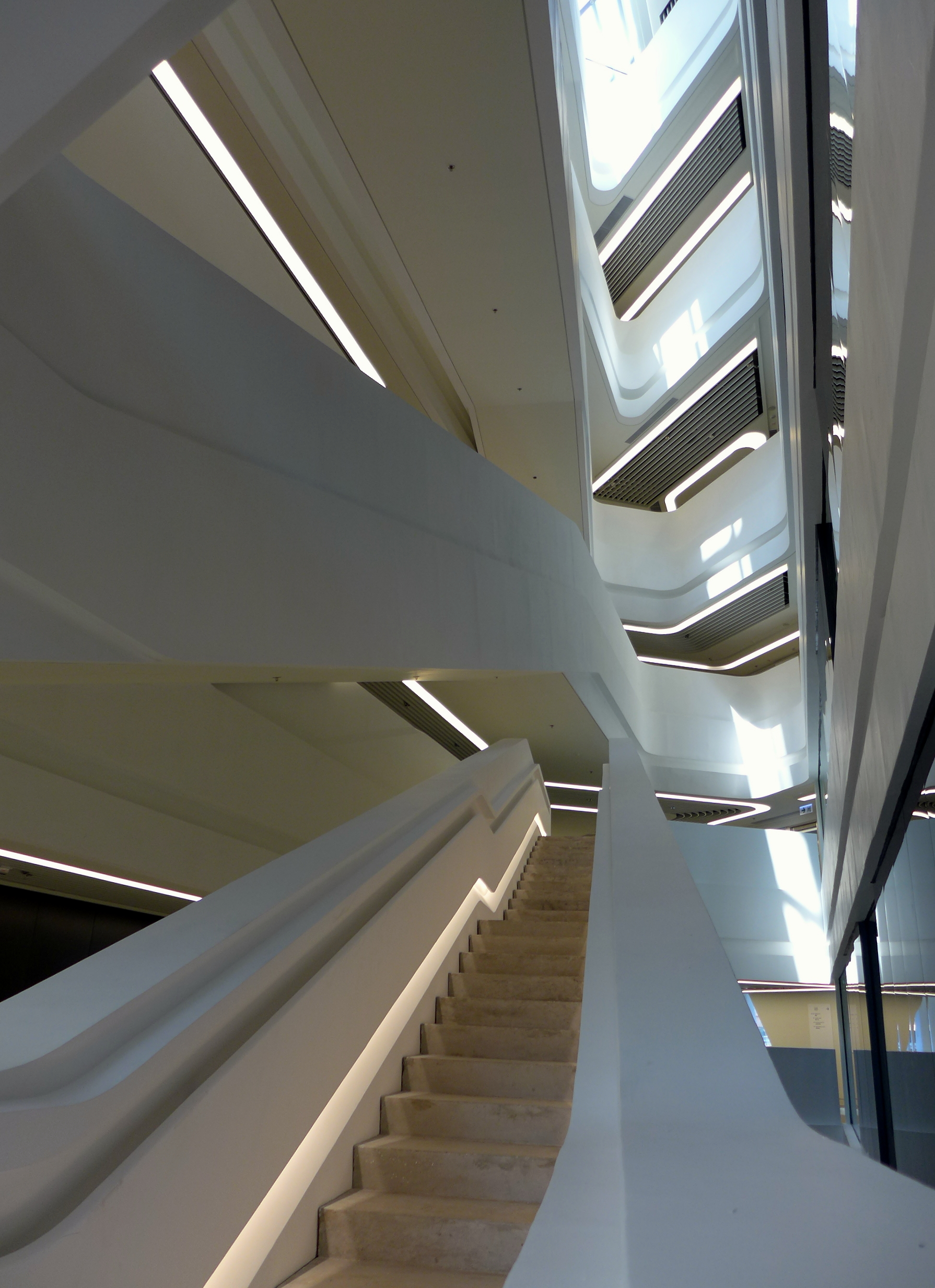
پله‌های داخل برج
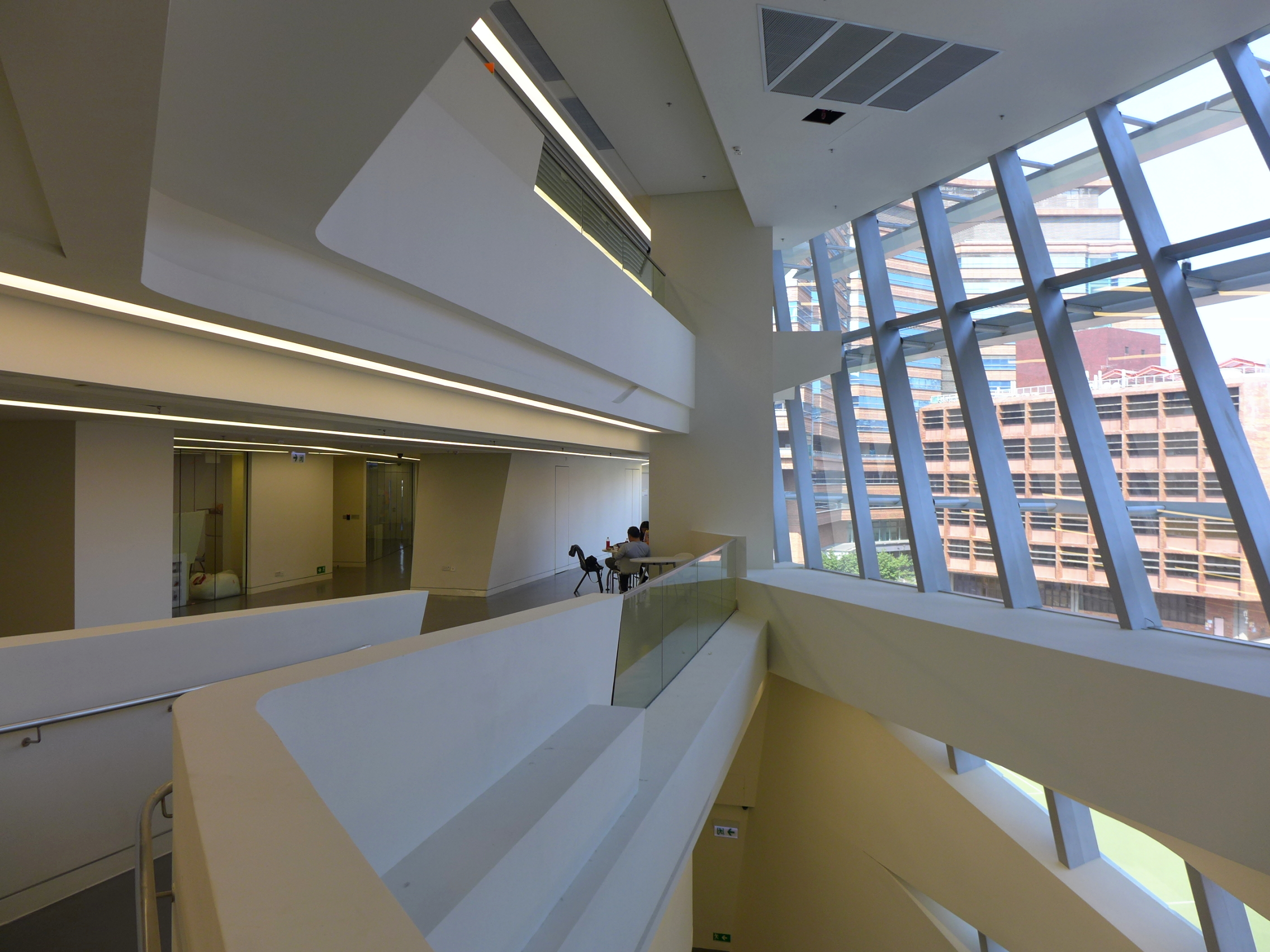
فضای عمومی
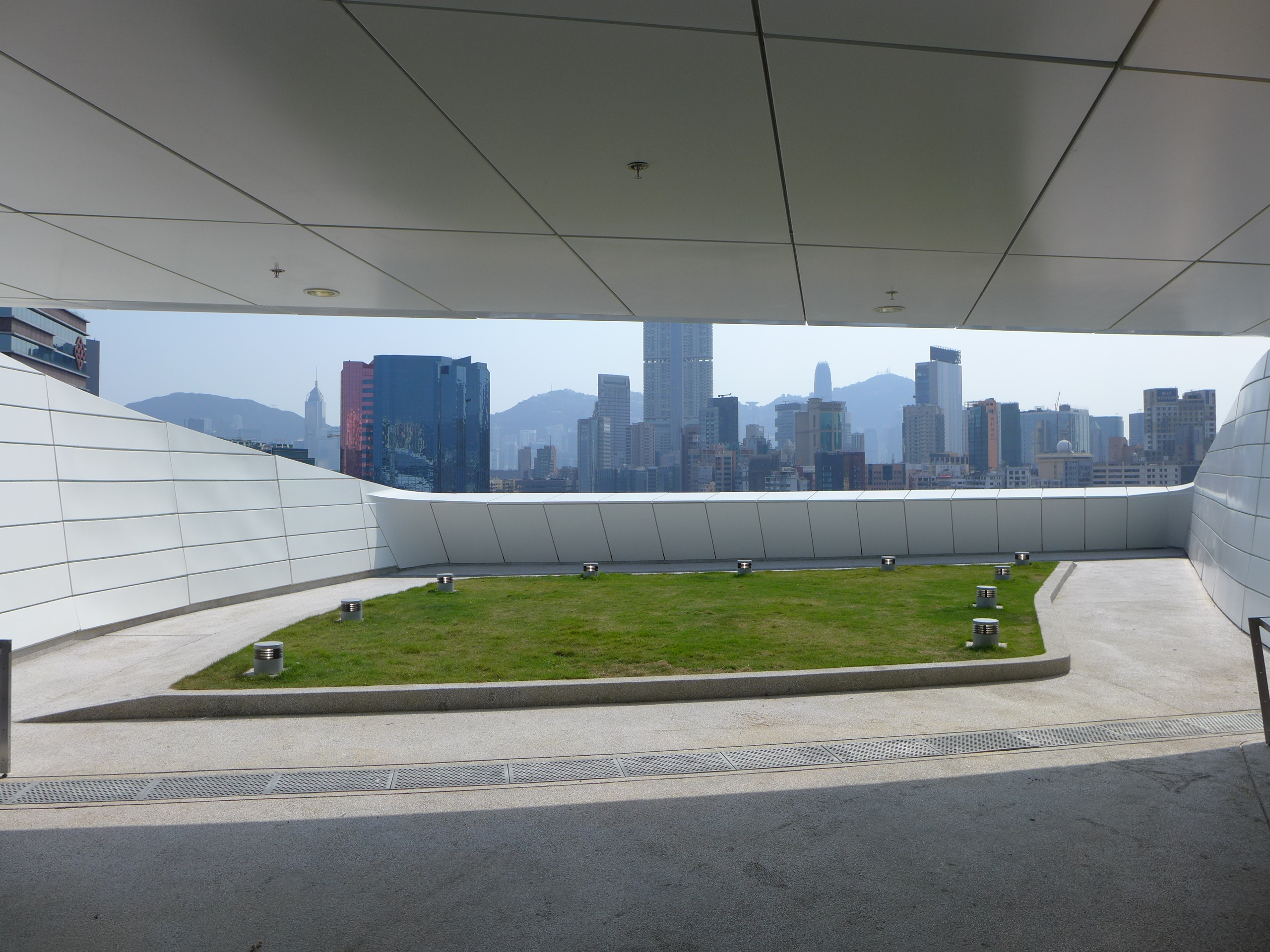
سکو در فضای باز